# Sydney-Newcastle Freeway
Der Sydney–Newcastle Freeway ist eine Autobahn im Osten des australischen Bundesstaates New South Wales. Er verbindet die Hauptstadt Sydney mit dem Pacific Highway und dem New England Highway bei Newcastle. Die Straße gehört zum AusLink-Korridor zwischen Sydney und Brisbane und ist als Nationalstraße 1 ausgewiesen.
In den Plänen ist die Autobahn oft als F3 Freeway ausgewiesen, was aber nicht mit der Straßennummerierung als Nationalstraße 1, bzw. M1, verwechselt werden darf.

## Verlauf
Die Autobahn beginnt an der Pennant Hills Road in Wahroonga, einem nördlichen Viertel von Sydney, unweit ihrer Kreuzung mit dem Pacific Highway (Met-1, S83). Sie tritt dann in den Ku-ring-gai-Chase-Nationalpark ein und senkt sich zum Tal des Hawkesbury River hin. Den Fluss überquert sie in Kangaroo Point und tritt in den Brisbane-Water-Nationalpark ein. Bei Calga wendet sich der Freeway nach Osten, um den Mooney Mooney Creek auf der 480 m langen und 75 m hohen Mooney Mooney Bridge zu überqueren.
Nach Kariong wendet sich der Freeway wieder nach Norden, während der Pacific Highway weiter nach Osten durch Gosford und die Lagunen der Central Coast führt. 2 km südwestlich von Beresfield endet der Freeway. Nach Osten führt der New England Highway (N15) nach Muswellbrook und Tamworth weiter, während der Pacific Highway als R1 nach Norden, an der Küste entlangführt, bzw. als S111 nach Südosten zum ca. 17 km vom Autobahnende entfernten Stadtzentrum von Newcastle.

## Landschaftscharakter
Zwischen Wahroonga und Ourimbah führt der Freeway durch wildes Sandsteinland, insbesondere beim Ab- und Aufstieg ins, bzw. vom, Tal des Hawkesbury River. Die waldreiche Gegend in den Nationalparks ist durch tiefe Taleinschnitte mit steilen Hängen gekennzeichnet. Anschließend führt die Autobahn durch flaches Land im Hinterland der Haffküste.

## Kreuzungen und Anschlüsse

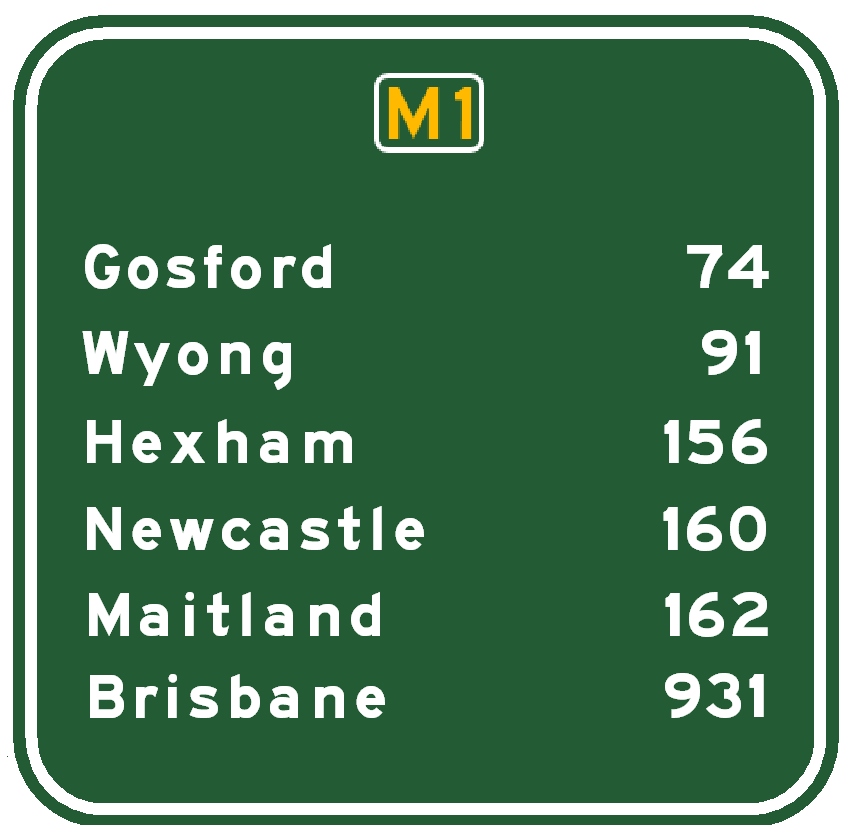
Entfernungen der Städte am Freeway (und Brisbane) von Sydney

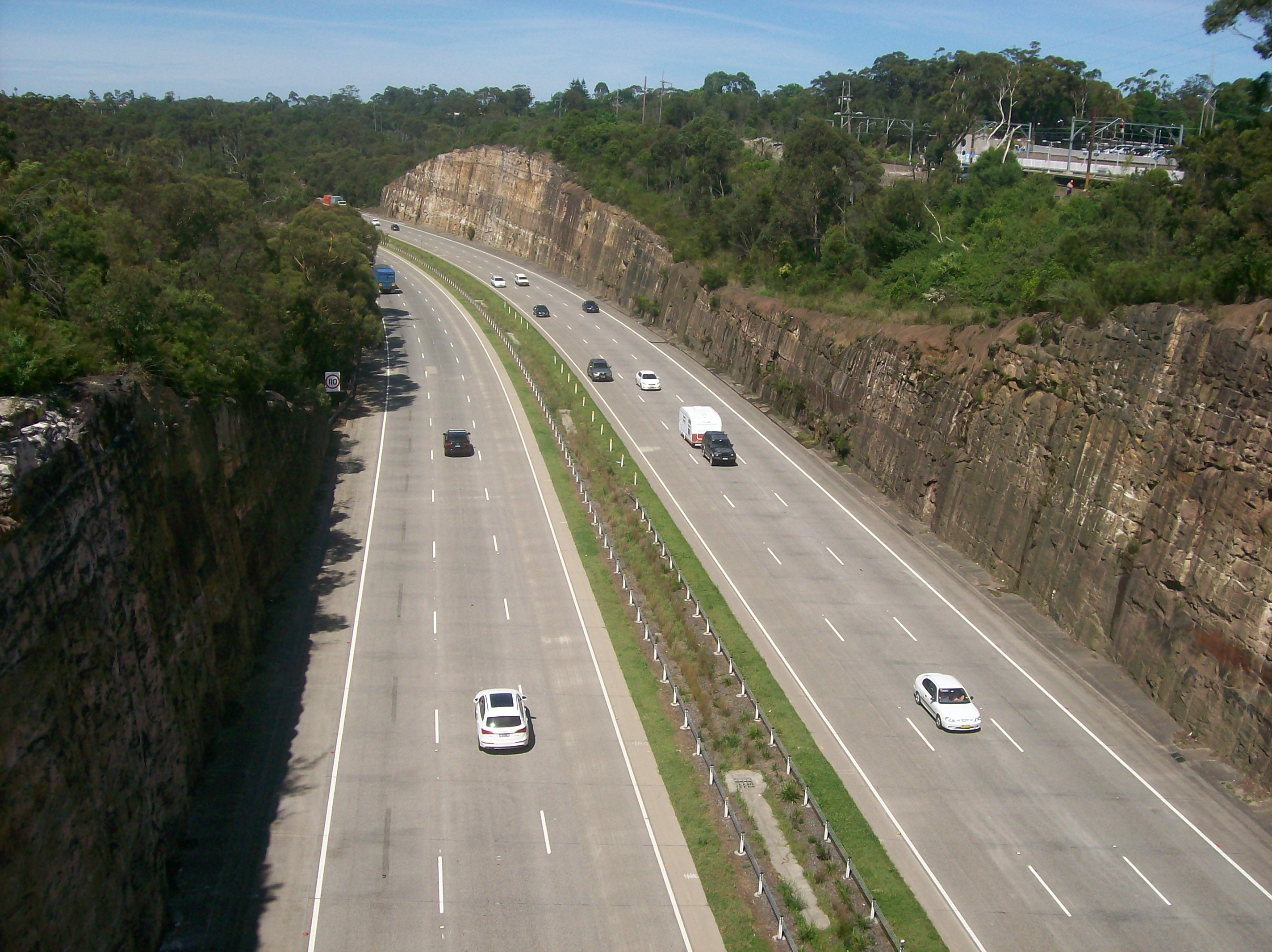
Blick von Berowra nach Süden

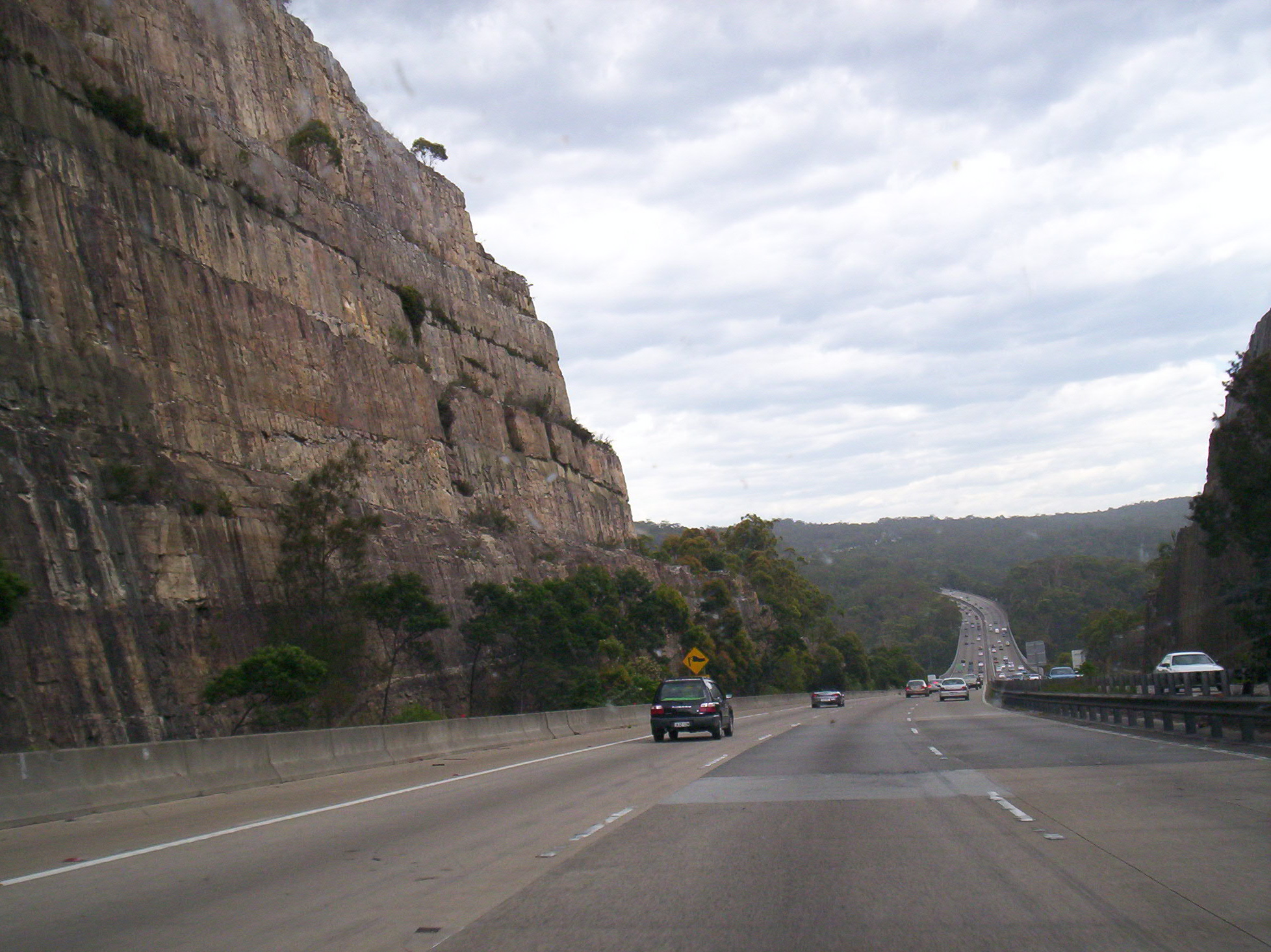
Fahrt auf dem Sydney-Newcastle Freeway nach Süden, kurz vor der Mooney Mooney Bridge

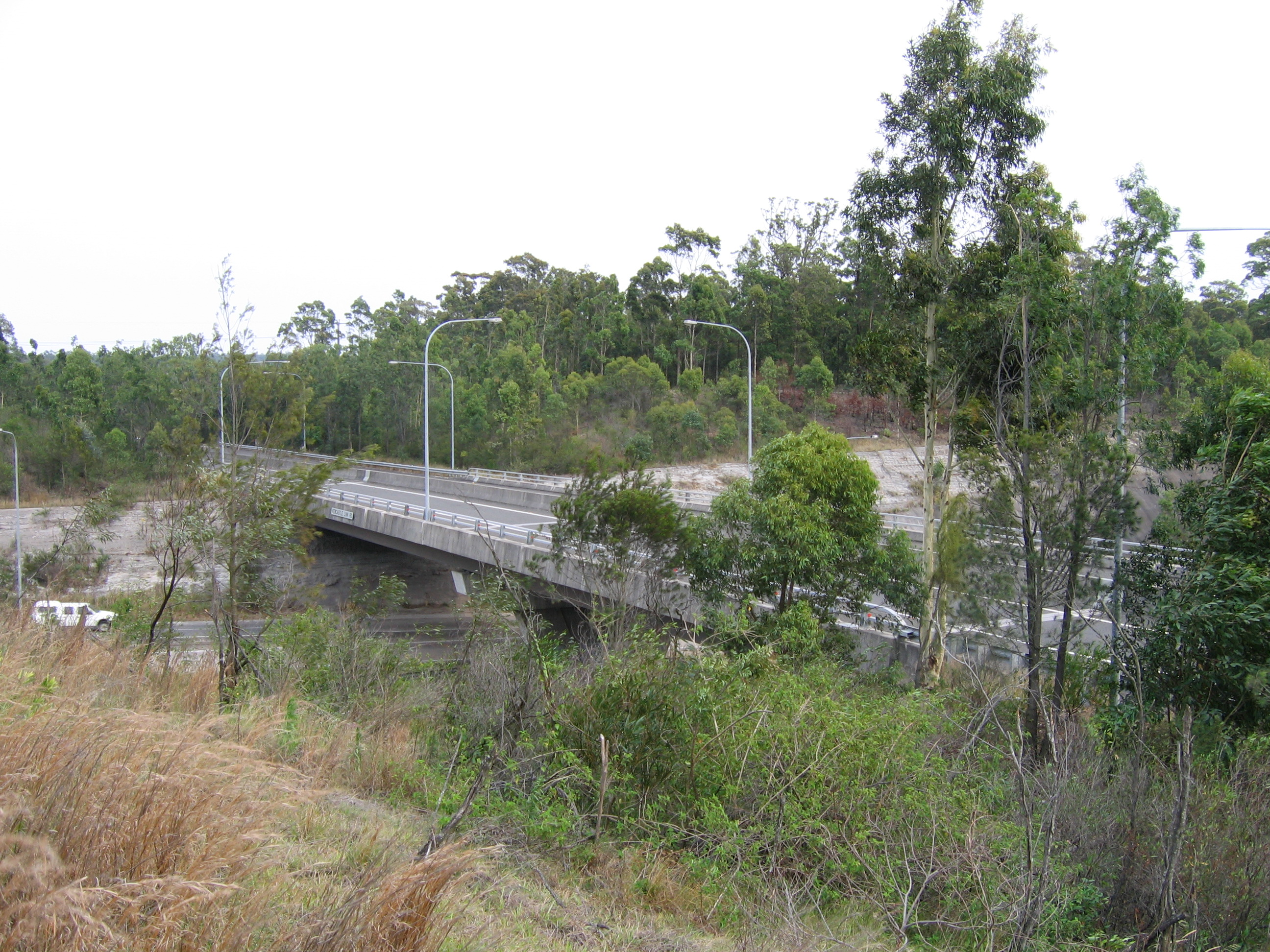
Brücke der Newcastle Link Road über den Freeway

| Sydney – Newcastle Freeway |                           | |
| Anschlüsse Richtung Norden | Entfernung von Sydney CBD | Anschlüsse Richtung Süden                                                                          |
| Kreisverkehr (im Uhrzeigersinn vom Highway aus) John Renshaw Drive nach Kurri Kurri (16 km) und Cessnock (30 km) Weakleys Drive (New England Highway) nach Maitland (14 km) und Brisbane (836 km) John Renshaw Drive (Pacific Highway) nach Newcastle (22 km), Taree (160 km) und Brisbane (784 km) |                           | |
| Ende Sydney – Newcastle Freeway |                           | Beginn Sydney – Newcastle Freeway                                                                  |
| no exit | 149                       | BLACK-HILL-KREUZUNG Lenaghan, Minmi Lenaghans Drive                                                |
| NEWCASTLE-KREUZUNG Wallsend, Newcastle Newcastle Link Road | 140                       | NEWCASTLE-KREUZUNG Wallsend, Newcastle Newcastle Link Road                                         |
| WEST-WALLSEND-KREUZUNG West Wallsend, Seahampton, Cardiff George Booth Drive | 139                       | keine Ausfahrt                                                                                     |
| AWABA-KREUZUNG Awaba, Toronto Palmers Road | 126                       | AWABA-KREUZUNG Awaba, Toronto Palmers Road                                                         |
| FREEMANS-WATERHOLE-KREUZUNG Kurri Kurri, Cessnock Freemans Drive | 122                       | keine Ausfahrt                                                                                     |
| MORISSET-KREUZUNG Morisset, Cooranbong Mandalong Road | 109                       | MORISSET-KREUZUNG Morisset, Cooranbong, Doyalson Mandalong Road                                    |
| WALLARAH-CREEK-KREUZUNG Budgewoi, Swansea, Charlestown Motorway Link to Pacific Highway | 98                        | keine Ausfahrt                                                                                     |
| WARNERVALE-KREUZUNG Wyee, Toukley, Warnervale Sparks Road | 95                        | WARNERVALE-KREUZUNG Wyee, Toukley, Warnervale Sparks Road                                          |
| Caltex Service Centre | 91                        | Caltex Service Centre                                                                              |
| TUGGERAH-KREUZUNG Tuggerah, Wyong, The Entrance Wyong Road | 86                        | TUGGERAH-KREUZUNG Tuggerah, Wyong, The Entrance Wyong Road                                         |
| OURIMBAH-KREUZUNG Ourimbah, Palmdale Pacific Highway | 80                        | OURIMBAH-KREUZUNG Ourimbah, Palmdale, University of Newcastle Central Coast Campus Pacific Highway |
| SOMERSBY-KREUZUNG Somersby, Peats Ridge, Wisemans Ferry Peats Ridge Road | 74                        | SOMERSBY-KREUZUNG Somersby, Peats Ridge, Wisemans Ferry Peats Ridge Road                           |
| KARIONG-KREUZUNG Kariong, Gosford, Woy Woy, Terrigal Central Coast Highway | 67                        | KARIONG-KREUZUNG Kariong, Gosford, Woy Woy, Terrigal Central Coast Highway                         |
| CALGA-KREUZUNG Calga, Peats Ridge Peats Ridge Road, Pacific Highway | 60                        | CALGA-KREUZUNG Calga, Peats Ridge Peats Ridge Road, Pacific Highway                                |
| MOUNT-WHITE-KREUZUNG Mount White Pacific Highway | 55                        | MOUNT-WHITE-KREUZUNG Mount White Pacific Highway                                                   |
| HAWKESBURY-RIVER-KREUZUNG Mooney Mooney, Brooklyn Pacific Highway | 47                        | HAWKESBURY-RIVER-KREUZUNG Mooney Mooney, Brooklyn Pacific Highway                                  |
| Hawkesbury River |                           | |
| keine Ausfahrt | 37                        | BEROWRA-KREUZUNG Berowra Pacific Highway                                                           |
| WINDYBANKS-KREUZUNG Berowra Pacific Highway | 33                        | keine Ausfahrt                                                                                     |
| MOUNT-COLAH-KREUZUNG Mount Colah, Bobbin Head Ku-ring-gai Chase Road | 27                        | keine Ausfahrt                                                                                     |
| Beginn Sydney – Newcastle Freeway Ende Beginn | 23                        | WAHROONGA-KREUZUNG Hornsby, Sydney Pacific Highway                                                 |
| Beginn Sydney – Newcastle Freeway Ende Beginn | 23                        | Ende Sydney – Newcastle Freeway weiter als Cumberland Highway nach Parramatta und Canberra         |

## Geschichte
Die Planungen für den Freeway begannen 1952 mit dem Ziel, eine Hochgeschwindigkeitsstraße als Ersatz für den entsprechenden, 1925–1930 erbauten Streckenabschnitt des Pacific Highway zu schaffen, der bereits damals mit dem wachsenden Verkehr nicht mehr fertig wurde. Der neue Freeway sollte an die beiden Stadtautobahnsysteme von Sydney und Newcastle angebunden werden.
Der Streckenabschnitt zwischen Mount White und Kariong sollte ursprünglich weiter südlich als die heutige Route verlaufen, sodass der Mooney Mooney Creek leichter überwunden werden hätte können. Als aber der Bau dieses Abschnitts beginnen sollte, zwang der Einspruch des National Park and Wildlife Service das Department of Main Roads, die Route durch Calga über einen Teil des ersten Abschnittes des vorgeschlagenen Freeways nach Singleton zu wählen. Dieser Abschnitt war in den 1960er-Jahren entstanden, die gesamte Strecke dieses Freeways wurde aber nie gebaut.
Die Streckenführung durch das Wyong Shire wurde ebenfalls abgeändert. Anstatt östlich von Wyong, entlang den Tuggerah Lakes zwang die bauliche Entwicklung der Gegend den Freeway auf eine Route westlich von Wyong. Zusätzlich musste so eine Verbindungsstraße zum Pacific Highway in Doyalson gebaut werden.
Außerdem wurden die Pläne derart überarbeitet, dass der Freeway westlich des Lake Macquarie anstatt östlich verlief und somit um Newcastle herumführte. Einer der Gründe für diese Routenwahl war die Notwendigkeit eines Anschlusses an den Pacific Highway nördlich der Stadt. Die (vorhandene) Umgehung der Innenstadt hätte sonst eine Fortsetzung des Freeways dargestellt und eine Anbindung an deren nördlichem Endpunkt in Sandgate an den Pacific Highway wäre schwierig gewesen.
Die wichtigsten Stationen des Baus des Freeways waren:
- April 1963 – Der Bau des 7 km langen Abschnitts vom Hawkesbury River nach Mount White begann. Er wurde im Dezember 1965 als Mautstraße dem Verkehr übergeben.
- Oktober 1966 – Eröffnung des Streckenabschnitts von Mount White nach Calga (einschließlich des ersten Abschnittes des vorgeschlagenen Freeways zum New England Highway in Singleton)
- Dezember 1968 – Eröffnung des Streckenabschnitts von Berowra zum Hawkesbury River als Mautstraße
- Oktober 1973 – Vollendung der Freewaybrücke über den Hawkesbury River, wodurch die beiden Abschnitte Berowra-Hawkesbury River und Hawkesbury River-Calga verbunden wurden. Damals wurden die getrennten Mauten für die beiden Abschnitte von je AU-$ -,20 abgeschafft und eine gemeinsame Maut von AU-$ -,50 erhoben. Diese war an der Mautstelle in Berowra zu zahlen; die Mautstelle in Mooney Mooney wurde abgebaut. 1990 wurde die gesamte Maut von der Regierung abgeschafft, da die Vorschrift eingeführt wurde, dass staatlich geförderte Straßen mautfrei sein müssten.
- Dezember 1983 – Gemeinsame Eröffnung der Streckenabschnitte von Somersby nach Ourimbah und von Kangy Angy nach Wallarah. Außerdem wurde die zweispurige Verbindungsstraße zum Pacific Highway in Doyalson dem Verkehr übergeben.
- Dezember 1986 – Eröffnung des 15 km langen Abschnitts von Calga nach Somersby, einschließlich der Mooney Mooney Bridge
- März 1989 – Eröffnung des Abschnitts von Wahroonga nach Berowra[2]
- September 1987 – Fertigstellung des Freeways von der Kreuzung Wallarah Creek bis zur Kreuzung Mandalong Road.
- März 1988 – Fertigstellung des Freeways von der Kreuzung Mandalong Road bis zur Kreuzung Freemans Waterhole.
- Dezember 1990 – Fertigstellung des Freeways von der Kreuzung Freemans Waterhole zur Kreuzung  Palmer’s Road.
- Dezember 1993 – Fertigstellung des Freeways von der Kreuzung Palmer’s Road nach Minmi.
- Dezember 1997 – Fehlender Streckenabschnitt zwischen Ourimbah und Kangy Angy wird eröffnet.
- November 1998 – Letzter Streckenabschnitt von Minmi zur Kreuzung John Renshaw Drive in Beresfield wird eröffnet.
- Dezember 2004 – Fertigstellung des Ausbaus auf sechs Spuren des vierspurigen Abschnitts vom Hawkesbury River nach Calga.
- November 2009 – Fertigstellung des Ausbaus auf sechs Spuren des vierspurigen Abschnitts von Wahroonga zum Hawkesbury River.- Somit ist die gesamte Strecke von Wahroonga bis Kariong sechsspurig.[3] Diese Arbeiten wurden in drei Bauabschnitten ausgeführt: Von Cowan nach Berowra (3,4 km, Sept. 2008), von Berowra zum Mount Ku-ring-gai (4,9 km, Sept. 2009) und vom Mount Ku-ring-gai nach Mount Colah (4,2 km, Nov. 2009).

## Ausbau und vorgeschlagene Verbindungen

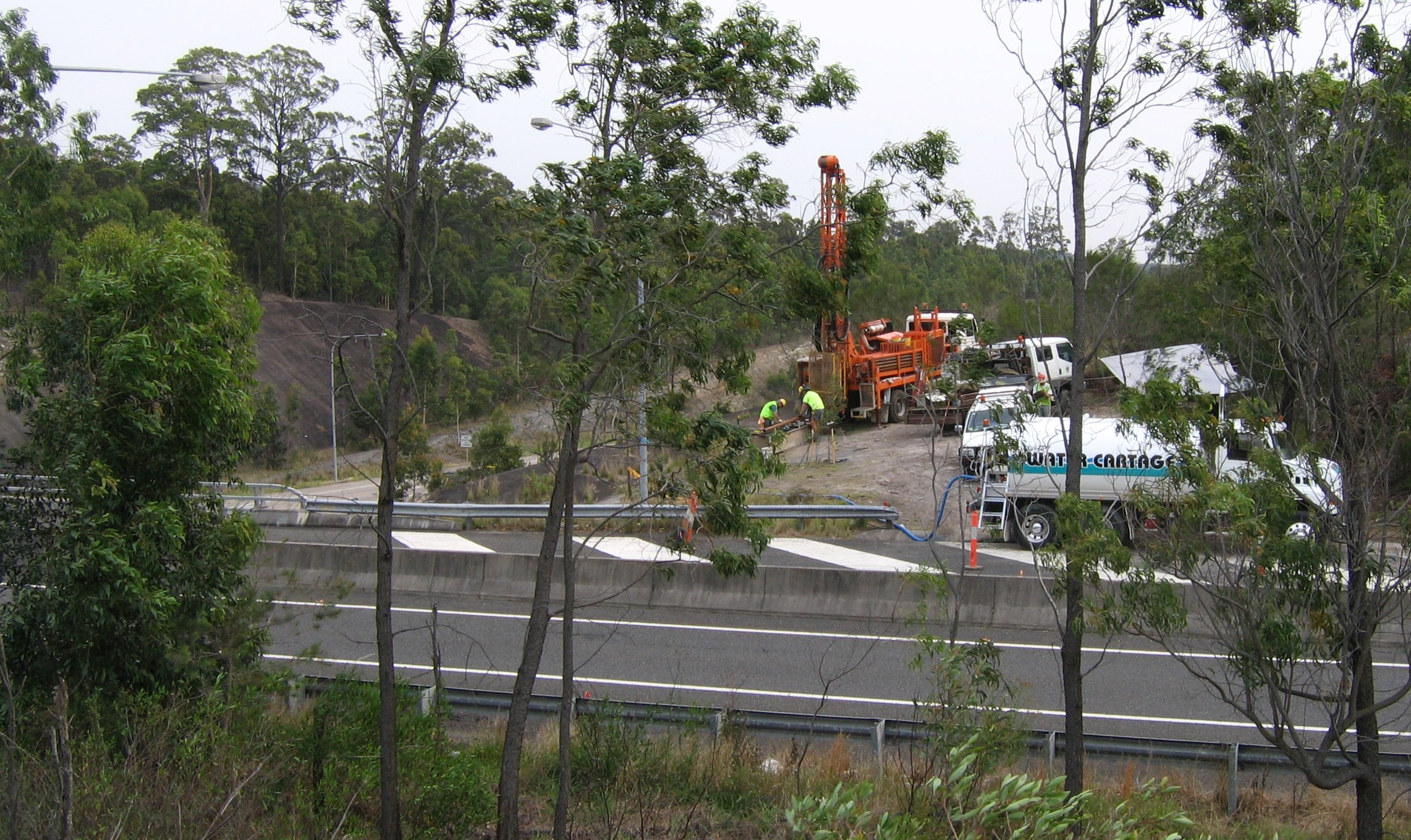
Probebohrungen zur Bauvorbereitung des Hunter Expressway

Starke öffentliche Widerstände gegen den Bau von Freeways in Städten und negative Ergebnisse von Regierungsanfragen in den 1970er-Jahren führten zur Streichung etlicher Freeway-Bauvorhaben im Raum Sydney. Dies betraf auch den North-Western Expressway durch das Tal des Lane Cove River, womit der sechsspurige Pacific Highway immer noch die Verbindung zwischen dem Südende des Sydney-Newcastle Freeway in Wahroonga und dem Stadtzentrum von Sydney darstellt.
Dennoch gibt es Pläne für Verlängerungen des Freeways an beiden Seiten des F3-Korridors:
- In Sydney soll eine Verbindung vom Sydney-Newcastle Freeway zum WestLink und so zum Hume Highway geschaffen werden.
- Die Verbindung von Hexham und Raymond Terrace im Verlauf des Pacific Highway über den Hunter River hinter Newcastle soll ausgebaut werden.
- In Seahampton soll der Hunter Expressway vom Sydney-Newcastle Freeway nach Nordwesten abzweigen und eine schnelle (Autobahn-)Verbindung nach Branxton am New England Highway schaffen. Der Bau dieser Verbindung wurde bereits begonnen und soll 2013 abgeschlossen werden.

## Verkehrsbehinderungen
Anders als der Pacific Highway, dessen Rolle der Sydney-Newcastle Freeway in seinem Bereich übernommen hat, stellt dieser die einzige direkte Schnellverbindung zwischen Sydney und der Central Coast dar. Er ist die Hauptfrachtverbindung zwischen der Region Hunter Valley, dem nördlichen New South Wales und Queensland einerseits und Sydney andererseits. Daher wird über den Freeway sehr viel Berufs- und Frachtverkehr und zuweilen auch Ferien- und Freizeitverkehr abgewickelt. Verkehrsbehinderungen sind häufig und haben ihren Grund in erhöhtem Verkehrsaufkommen, Fahrzeugpannen, Unfällen und Naturkatastrophen – besonders Waldbränden.
Zusätzlich wird der Verkehr auf dem Freeway häufig von Fahrzeugunfällen, oft mit LKW-Beteiligung, gebremst. Diese Unfälle führten zu einer Empfehlung des Automobilclubs von NSW, dass mehr Fracht auf die Eisenbahn verlagert und so die Anzahl der LKWs auf dem Freeway verringert werden sollte.
In den letzten Jahrzehnten haben Waldbrände öfters zu Schließungen des Freeways und der nahegelegenen Nordeisenbahnstrecke, ebenso wie des Pacific Highway zwischen Sydney und dem Hawkesbury River geführt. Dies war z. B. am 21./22. Januar 2007 der Fall, als ein Feuer im Ku-ring-gai-Chase-Nationalpark ausbrach. Die Schließung aller drei Verkehrswege zwischen Sydney und der Central Coast führte zu Verkehrsbehinderungen in der gesamten Region.
Wegen der Häufigkeit dieser Ereignisse wird immer wieder ein zweiter großer Freeway von Sydney nach Norden gefordert. Die Geländebeschaffenheit und die daraus resultierenden Kosten schließen eine solche Lösung aber aus. Allenfalls ein Flussübergang bei Wisemans Ferry, ca. 30 km flussaufwärts der heutigen Brücke, wäre denkbar.
Wegen der Beschwerden über wesentliche Verzögerungen wegen Unfällen und Sperrungen hat die Straßenverkehrsbehörde von NSW einen AU-$ 28 Mio. teuren Notfallplan entwickelt, der u. a. die Einrichtung von 40 km/h-Gegenverkehrsstrecken beinhaltet, um den Verkehr um Unfallstellen herumzuführen.

## Verkehrsaufkommen
Die jährlich gemittelten Tageszahlen für das Verkehrsaufkommen der Straßenverkehrsbehörde von NSW zeigten eine Abnahme dieses Verkehrsaufkommens am Südende der Strecke in Wahroonga. Waren 2002 noch 78.600 Fahrzeuge täglich unterwegs, so waren es 2005 nur noch 76.600 und 2006 nur noch 75.800.
Die entsprechenden Zahlen im Jahre 2004 für andere Abschnitte des Freeways sind 73.400 Fahrzeuge bei Mooney Mooney, 60.100 bei Wyong, 38.500 bei Wyee, 27.000 bei Freemans Waterhole und 33.000 am Nordende des Freeways in Beresfield.